# Muraj
 Ovo je glavno značenje pojma Muraj. Za naselje na otoku Krku pogledajte Muraj (Krk).
Muraj je šetalište na gradskim zidinama Zadra i ujedno najstariji zadarski drvored crnike (Quercus ilex) koji se prvi put spominje 1857. godine kao drvored velikih stabala na gradskim zidinama.
Zadar je grad nastao na prirodnom poluotoku i stoljećima je branjen visokim zidinama. Zadnji fortifikacijski prsten oko grada građen je u 16. stoljeću, a sastojao se od visokih bastiona međusobno spojenih kortinama (ravnim zidnim platnom). Upravo je tu nastao prvi zadarski drvored koji se spominje 1857. godine, dok je Zadar još bio grad-tvrđava. Spomenula ga je i njemačka spisateljica Ida von Duringsfeld u svom putopisu o proputovanju Dalmacijom, kad spominje ulazak u zadarsku luku. Dok su uplovljavali u grad najviše je se dojmio krasan drvored velikih stabala na gradskim zidinama. 
Da bi se crnike smatrale velikim stablima moraju imati barem trideset do četrdeset godina, znači da bi one sada trebale imati 170-180 godina. Najveći i najstariji primjerci u drvoredu to i dokazuju.
Drvored je dosta stradao tijekom godina, naročito u Drugom svjetskom ratu, ali je pravovremeno i obnavljan, srećom istom vrstom, o čemu postoji i natpis iz novina iz 1911. godine. Drvored je sačuvan u nesmanjenoj duljini, iako nedostaju pojedina stabla koja se nisu mogla dosaditi. Drvored na Muraju, iako u dobroj kondiciji, ima vrlo loše uvjete za rast, jer je vrat korijena stabala potpuno obuhvaćen betonom. S jedne strane drvoreda bedemi se spuštaju i do 15 m prema luci, a s druge strane je asfaltirana prometnica, tako da je vrlo teško shvatiti kako stabla dobivaju dovoljno vlage.
Vandalizma prema stablima bilo je oduvijek, pa tako postoji napomena u "Narodnom listu" iz 1888. godine: 
"Na carskim cestam grada Zadra zasađeno je pred nekoliko dana mnogo novih stabala, a već je dobar dio istih polomljen od nepoznatih poganih ruka. Općina Zadarska imala bi stroge odredbe izdati, da štiti nasade, toliko koristne za ures i zdravlje grada!"